# Anke Beckert-Stamm
Anke Beckert-Stamm (* 1940, geborene Poetz(e)l, oft auch nur als Anke Stamm oder Anke Beckert erwähnt) ist eine deutsche Hörspielautorin, -regisseurin, -produzentin und -bearbeiterin, die sowohl für das Radio als auch das kommerzielle Hörspiel gearbeitet hat. In jungen Jahren war sie unter dem Namen Anke Poetzl auch als Sprecherin tätig.

## Wirken
Von ihr stammen zahlreiche Bearbeitungen von Märchen und Kinderbuchklassikern (z. B. von Michael Ende) für die Schallplatte und weite Teile der immer wieder neu aufgelegten Original-Hörspielserie Tommy und seine Freunde (1960 ff.). Sie schrieb u. a. die Dialogbücher für die Hörspiele zu Jim Knopf und die Wilde 13 und Momo. Außerdem adaptierte sie die Heidi-Romane von Johanna Spyri, die englischen und französischen Roman-Klassiker Gullivers Reisen von Jonathan Swift, Die Schatzinsel von Robert Louis Stevenson und Die Kinder des Kapitän Grant von Jules Verne sowie Johannes Mario Simmels Kinderbuch Ein Autobus, groß wie die Welt für Hörspielproduktionen.
Für Schallplattenproduktionen des Labels Metronome war sie als Autorin und Bearbeiterin u. a. bei Märchen der Gebrüder Grimm, Wilhelm Hauff und Hans Christian Andersen, bei den Lederstrumpf-Erzählungen von James Fenimore Cooper und bei Kinderbüchern von Otfried Preußler tätig. Sie verfasste auch mehrere Western- und Science-Fiction-Hörspiele für Kinder und bearbeitete Romane von Karl May für Kinderhörspiele.
Für den Bayerischen Rundfunk verfasste und bearbeitete sie ab Ende der 60er Jahre bis in die 80er Jahre zahlreiche Hörspiele, häufig im damals beliebten Kriminalhörspiel-Bereich, wie Der Pavillon in Saint Cloud (BR 1971), Nelly oder Alles hat seinen Preis (BR 1973, Musik: Charly Niessen), Das Telefonspiel (BR 1981, Musik: Frank Duval) und Auf dem Schulweg (BR 1984). 1973 übernahm sie beim Bayerischen Rundfunk die textliche Bearbeitung für das Kriminalhörspiel Falsch verbunden nach dem Roman Sorry, Wrong Number: A Novelization von Lucille Fletcher und Allan Ullman mit Erika Pluhar in der Rolle der neurotischen Ehefrau Leona Stevenson und Klaus Löwitsch in den Hauptrollen. 1980 führte sie Regie bei dem BR-Kriminalhörspiel Der Marquisard von Wolfgang Altendorf.
Beckert widmete sich auch der Bearbeitung literarischer Vorlagen. 1973 legte sie beim Bayerischen Rundfunk die Hörspielfassung von Rebecca nach dem Roman von Daphne Du Maurier mit Peter Pasetti, Cordula Trantow und Eva Vaitl in den Hauptrollen vor. 1975 war sie beim Bayerischen Rundfunk die Autorin der Hörspielfassung des Kurzromans Gigi von Colette mit Klaus Maria Brandauer, Ulli Philipp, Lina Carstens, Susi Nicoletti, Louise Martini, Elisabeth Wiedemann und Franz Schafheitlin. Für den Bayerischen Rundfunk legte sie 1977 eine Hörspielfassung des Theaterstücks Dr. med. Hiob Prätorius von Curt Goetz mit Wolfgang Kieling und Karin Anselm in den Hauptrollen vor.
Beckerts Hörspiele und Hörspielbearbeitungen wurden mehrfach auf dem Sendeplatz „Mitternachtskrimi“ im Deutschlandfunk gesendet.
Beckert-Stamm war ab 1962 mit Heinz-Günter Stamm verheiratet.